# بلیل (خلخال)
بلیل روستایی است که در استان اردبیل، شهرستان خلخال، بخش مرکزی، دهستان خانندبیل شرقی قرار دارد.

## جمعیت
بر اساس سرشماری سال ۱۳۸۵ جمعیت این روستا ۲۳۸ نفر با ۵۸ خانوار بوده‌است.